# Нордалах
Нордалах (нидерл. Nordalah; умер в 810) — правитель Фризии в 793—810 годах.

## Биография
Нордалах принадлежал к высшим слоям фризской знати: среди его предков по мужской линии мог быть король Радбод. Кто были родители Нордалаха, точно не известно: предполагается, что его отцом мог быть граф Абба. Более достоверными представляются свидетельства, что старшим братом Нордалаха был Дирк (или Теодорих), часто отождествляемый с одноимённым графом, погибшим в 793 году в сражении с саксами. Хотя у Дирка был сын Герульф, из-за его малолетства власть над семейными владениями перешла к Нордалаху. В его личной собственности были территории между реками Вли и Медемелаха (последняя из них уже не существует; её устье находилось вблизи Медемблика): то есть или Остерго или остров, находившийся на месте современного Вирингена. Осуществлял Нордалах по поручению Карла Великого управление всей Фризией или только какой-то её части, неизвестно.
В архиве Фульдского аббатства сохранился документ, согласно которому эта обитель должна была платить «графу и фогту фризов» (лат. «comes et advocatus Fresonum») Нордалаху ежегодный налог за пользование находившимися под властью того землями.
Из произошедших во Фризии при Нордалахе событий во франкских анналах отмечается нападение на её побережье в 809 или 810 году данов короля Гудфреда. Одержав три победы над местным ополчением и разграбив прибрежные селения, даны получили от фризов дань в 100 фунтов серебра, после чего возвратились в Ютландию.
Нордалах умер в 810 году, о чём сообщается в «Annales Necrologici Fuldenses». Вероятно, он не оставил наследников, поэтому новым правителем фризских земель стал его племянник Герульф Старший.